# Áramótaskaup
Áramótaskaup (dt. „Neujahrskomödie“) ist eine Fernsehsendung des isländischen Fernsehsenders RÚV, die jährlich zu Neujahr ausgestrahlt wird. Sie wurde zunächst von 1948 bis 1965 im Radio ausgestrahlt und seit Gründung des öffentlich-rechtlichen Fernsehsenders 1966 im Fernsehen. Die Sendung besteht aus mehreren Comedy-Sketches und -Liedern, die die politischen und kulturellen Entwicklungen Islands des vergangenen Jahres parodieren.
Einige der bekanntesten isländischen Comedians und Schauspieler sind regelmäßig Teil der Sendung, darunter etwa Jón Gnarr, Ágústa Eva Erlendsdóttir und Steindinn okkar. Bekannte Regisseure Islands führten Regie beim Áramótaskaupið, so etwa Hrafn Gunnlaugsson, Ágúst Guðmundsson und Þórhildur Þorleifsdóttir.
Die Sendung erhielt die höchsten Einschaltquoten im isländischen Fernsehen. 2002 erreichte die Sendung einen Rekord von 95,5 % aller Einschaltungen; Páll Magnússon, Generaldirektor von RÚV 2005–2013, gab 2007 an, dies sei wahrscheinlich ein Weltrekord in der westlichen Welt. Werbeschaltungen rund um die Sendung sind die teuersten des Jahres; eine 30-sekündige Werbung kostete 2003 etwa 350.000 Kronen. Seitdem sinkt die Einschaltquote für die Sendung stetig. 2013 erhielt die Sendung eine Quote von 77 %.
Während seiner einstündigen Sendezeit seien „die Straßen vollkommen still“, so der Reykjavík Grapevine. Die Sendung werde traditionell vor allem im Kreise der Familie gesehen.